# Ткаченко Петро Тимофійович
Петро́ Тимофі́йович Ткаче́нко (нар. 1914 — пом. 1946) — радянський військовик часів Другої світової війни, командир відділення 1118-го стрілецького полку 333-ї стрілецької дивізії (6-а армія), рядовий. Герой Радянського Союзу (1944).

## Життєпис
Народився 9 травня 1914 року в селі Берестовому, нині Близнюківського району Харківської області, в селянській родині. Українець. Закінчив 7 класів школи в селі Тимофіївка і школу ФЗУ при машинобудівному заводі в Краматорську Донецької області. Працював ковалем на заводі, згодом — у колгоспі.
До лав РСЧА призваний 24 вересня1943 року Близнюківським РВК. Учасник німецько-радянської війни з 30 вересня 1943 року. Воював на Південно-Західному та 3-у Українському фронті.
Особливо командир відділення 1118-го стрілецького полку 333-ї стрілецької дивізії рядовий П. Т. Ткаченко відзначився під час битви за Дніпро. 26 листопада 1943 року під щільним артилерійсько-мінометним і кулеметним вогнем супротивника відділення під його командуванням першим і без втрат на човні форсували річку Дніпро. З ходу кинувшись на ворожі позиції, вогнем зі стрілецької зброї і гранатами змусили супротивника відступити. У боях по утриманню і розширенню плацдарму на правому березі Дніпра, особливо за село Канівське і висоти довкола нього, рядовий П. Т. Ткаченко зі своїм відділенням відбив 5 контратак супротивника, з них дві — при підтримці танків. Бійцями відділення було знищено один автомобіль і до 30 солдатів супротивника, з них особисто П. Т. Ткаченко знищив 13 ворожих солдатів.
У травні 1944 року направлений на курси молодших лейтенантів, по закінченні яких деякий час обіймав посаду командира взводу в 1118-му стрілецькому полку. Після кількох поранень, наприкінці 1944 року був демобілізований за станом здоров'я.
Повернувся до рідного села. Обирався головою сільської ради. Помер 15 травня 1946 року.

## Нагороди
Указом Президії Верховної Ради СРСР від 22 лютого 1944 року «за зразкове виконання бойових завдань командування на фронті боротьби з німецькими загарбниками та виявлені при цьому відвагу і героїзм», червоноармійцеві Ткаченку Петру Тимофійовичу присвоєне звання Героя Радянського Союзу з врученням ордена Леніна і медалі «Золота Зірка» (№ 3433).
Також нагороджений медаллю «За відвагу» (28.10.1943).

## Пам'ять
Ім'ям Петра Ткаченка названо одну з вулиць в селищі міського типу Близнюки.